# Райнталлер, Антон
Антон Райнталлер (нем. Anton Reintaller; 14 апреля 1895 г., Меттмах — 6 марта 1958 г.) — австрийский нацист и основатель партии FPÖ.

## Биография
Родился 14 апреля 1895 году в небольшой деревушке Меттмах, расположенной в земле Верхняя Австрия. Отец Райнталлера был обычным фермером.

### Ранний период жизни
В Первой мировой войне Райнталлер участвовал в качестве солдата императорской армии. С июня 1916 по июнь 1918 года он находился в русском плену. Райнталлер достиг звания первого лейтенанта в запасе. Ещё в Австрии он изучал сельское и лесное хозяйство в Университете сельскохозяйственных наук в Вене. После окончания учёбы работал лесником в Лилиенфельде, Аттерзее и Хаус-им-Эннстале.

### Довоенная политическая деятельность
Политически Рейнталлер первоначально принадлежал к Ландбунду, прежде чем перейти на поддержку нацистов в 1928 году. Он поднялся в рядах нацистской организации Австрии, став лидером государственных крестьян в 1934 году, хотя его умеренная позиция, особенно в отношении применения насилия, означала, что он часто конфликтовал с Теодором Хабихтом, который опасался, что Рейнталлер готовится отколоться и сформировать специфически австрийское нацистское движение, которое отвергнет союз с Германией. Однако Хабихт не выступил против Рейнталлера, который поддерживал хорошие личные отношения с Рудольфом Гессом и Ричардом Вальтером Дарре., хотя в конечном счете он был удален после того, как возглавил свои собственные переговоры с Энгельбертом Дольфусом.
Хотя он не имел никакого реального участия в неудавшемся нацистском путче в июле 1934 года, Рейнталлер, тем не менее, некоторое время содержался в концентрационном лагере Кайзерштайнбрух, где он встретился и подружился с Эрнстом Кальтенбруннером, который, несмотря на свои собственные более радикальные взгляды,, стал сторонником Рейнталлера. Рейнталлер попытался договориться о соглашении с Куртом Шушнигом с целью вступления нацистов на фронт Фатерландише, хотя, когда это не удалось, он отказался от своей роли эффективного лидера австрийских нацистов в пользу Германа Нойбахера. После этого Рейнталлер отошел от активной политики, хотя и оставался голосом несогласия в кулуарах, нападая на нацистский антисемитизм на основе его негативного влияния на международное мнение о нацистах, а также сопротивляясь любому шагу к завершению аншлюса.
Он вновь появился в 1935 году при поддержке Кальтенбруннера и Франца Лангота, чтобы сформировать Национальный фронт, который стремился объединить австрийские штурмабтайлунг и Шутцстаффель с другими правыми группами на службе Фронта Фатерландише. Однако радикальный нацистский лидер Йозеф Леопольд вмешался, поскольку он чувствовал, что Рейнталлер слишком сильно ослабляет влияние австрийских нацистов, и лишил его партийных должностей в 1937 году.

### Карьера в эпоху национал-социализма

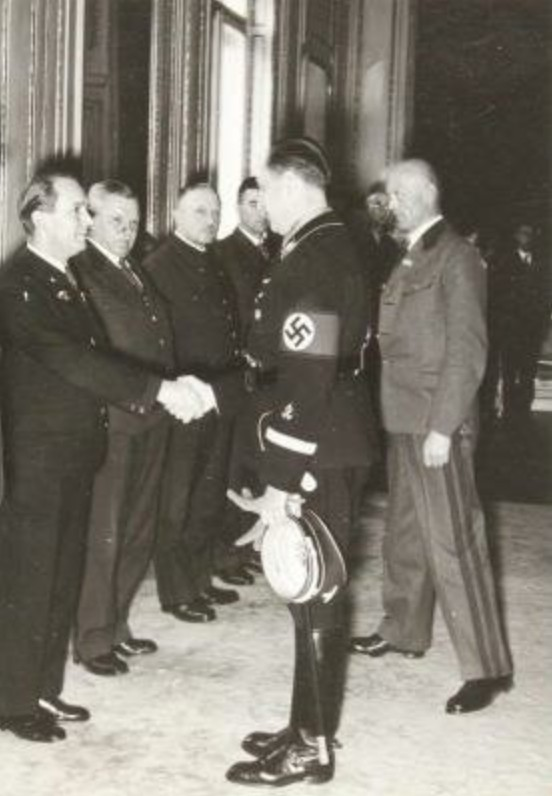
Антон Райнталлер в Вене. 1938 год.

Хотя Рейнталлер потерял свои позиции в Австрийской нацистской партии и ранее выступал против аншлюса, он сделал что-то вроде политического возвращения после захвата власти нацистами. Став членом рейхстага, он занимал пост министра сельского хозяйства в кабинете Артура Зейсс-Инкварта с 12 марта 1938 года по 30 апреля 1939 года. После этого он был назначен заместителем государственного секретаря в Министерстве продовольствия и сельского хозяйства рейха под руководством своего старого друга Дарре и занял ряд должностей в нацистском правительстве, включая гауамтслейтера ландволька Нижнего Дуная., начальник Ландесернахрунгсамт Донауланд (региональное продовольственное управление) и почетный бригадефюрер (генерал-майор) СС. Первоначально вступив в СС в декабре 1938 года (с номером членства 292 775) он достиг своего высшего звания 30 января 1941 года.
В апреле 1938 года газета «Донау-цайтунг» сообщила, что Рейнталлер сел на австрийский пароход «Вотан» в Пассау, где он приветствовал министра транспорта Германии Юлиуса Дерпмюллера в Австрии. Два дня спустя газета сообщила, что Рейнталлер все ещё осматривает объекты вдоль Дуная.

### Политическая карьера во время Второй Республики
Вместе с Рудольфом Ноймайером (министром финансов) и Гвидо Шмидтом (министром иностранных дел при Шушниге) Рейнталлер предстал перед Народным судом Австрии и был обвинен в «государственной измене австрийскому народу», причем трое из них были названы наиболее ответственными за аншлюс. Рейнталлер был признан виновным по менее тяжким обвинениям и приговорен к трем годам тюремного заключения, отбывая наказание с 1950 года, когда он был освобожден из-под стражи в Америке.
После войны Рейнталлер стал сторонником «третьей силы» в австрийской политике. На этой основе он был выбран для руководства FPÖ, когда она заменила Федерацию независимых в 1956 году. Вскоре Рейнтхаллер снова стал важной фигурой в австрийской политике, поскольку, несмотря на свое нацистское происхождение, Юлиус Рааб заключил сделку с Рейнтхаллером в 1957 году, что он обеспечит, чтобы ФПО не выдвигала кандидата на пост президента. В результате Рааб был выдвинут в качестве совместного кандидата от Австрийской народной партии-FPÖ. Он умер в Иннфиртеле в 1958 году, а руководство FPÖ перешло к Фридриху Петеру.